# Dominique Bona
Pour les articles homonymes, voir Bona.
Dominique Bona (née Conte le 29 juillet 1953 à Perpignan) est une écrivaine française.
Elle est lauréate du prix Interallié 1992 et du prix Renaudot 1998. Elle est membre de l'Académie française au fauteuil 33, depuis le 18 avril 2013.

## Biographie
Issue d'une famille catalane et fille de l'historien et homme politique Arthur Conte (1920-2013), Dominique Henriette Marie Conte est la sœur de Pierre Conte,.
Elle étudie chez les sœurs de la congrégation des Dames de Saint-Maur et au lycée Victor-Duruy, rédige son mémoire de maîtrise universitaire sur les fées et les sorcières dans la littérature du Moyen Âge, et est agrégée de lettres modernes en 1975 (études supérieures à la Sorbonne). Elle est assistante à France Culture et à France Inter de 1976 à 1980, journaliste et critique littéraire au Quotidien de Paris de 1980 à 1985, puis au Figaro littéraire de 1985 à 2004. Elle est également membre du jury du prix Renaudot depuis 1999.
Elle se lance dans l'écriture, aidée par plusieurs personnalités, comme Simone Gallimard, Jean-Marie Rouart, Jean d'Ormesson, Jean-Claude Fasquelle, Olivier Nora, Manuel Carcassonne et Jean-Loup Champion.
Dans ses écrits, la condition féminine occupe une place centrale. Dans une interview, elle déclare : « Comment une femme peut-elle s’exprimer elle-même alors qu’elle est souvent en butte à des difficultés qui ne sont que de l’ordre féminin, c'est-à-dire organiser sa maison, son foyer, sa famille, construire une vie parallèle à celle qui lui est ordinairement dévolue par la société ? »

Élue à l'Académie française le 18 avril 2013 au fauteuil de Michel Mohrt, elle devient la huitième femme immortelle depuis la création de l'Académie en 1635 face au journaliste Philippe Meyer. Elle est au moment de son élection la benjamine des Immortels.
Elle est accueillie le 23 octobre 2014 par Jean-Christophe Rufin qui, dans son discours d'investiture, déclare : 

« J’appartiens à la génération de celles et ceux qui ont toujours connu la mixité dans cette Académie. Et je suis frappé de constater combien il paraît désormais absolument naturel que les femmes y soient présentes. Il est presque inconcevable d’imaginer qu’on ait pu débattre ici d’une telle question et surtout qu’on y ait si longtemps répondu par la négative. Que de grands écrivains aient pu être si longtemps empêchés de nous rejoindre parce qu’il s’agissait de femmes, semble aujourd’hui incompréhensible... Grâce à chaque nouvelle femme, la Compagnie s’éloigne un peu plus de ces sociétés d’hommes entre eux (armées d’autrefois, monastères ou clubs anglais) pour lesquelles, en ce qui me concerne, je n’ai jamais montré aucune attirance,. »

Mariée avec un homme d'origine corse, elle est mère de deux enfants.

## Œuvre

### Romans
- Les Heures volées, Mercure de France, 1981
- Argentina, Mercure de France, 1984
- Malika, Mercure de France, 1992 - Prix Interallié
- Le Manuscrit de Port-Ébène, Grasset, 1998 - Prix Renaudot
- La Ville d'hiver, Grasset, 2005

### Biographies
- Romain Gary, Mercure de France, 1987 - Grand Prix de la biographie de l'Académie française.
- Les Yeux noirs, ou les Vies extraordinaires des sœurs Hérédia, Lattès, 1989 - Grand Prix de la Femme, Alain Boucheron, Prix de l'Enclave des Papes, Prix Lutèce, Prix des Poètes français
- Gala, Flammarion, 1994
- Stefan Zweig, l'ami blessé, Plon, 1996 ; réédition, Grasset, 2010  (ISBN 978-2-246-77251-4)
- Berthe Morisot, le secret de la femme en noir, Grasset, 2000 ; réédition, LGF, coll. « Le Livre de poche », Paris 2002,  (ISBN 2-253-15347-8) - Bourse Goncourt de la biographie, Prix Bernier de l'Académie des Beaux-Arts
- Il n’y a qu'un amour, Grasset, 2003 - Ouvrage sur André Maurois et ses amours
- Camille et Paul : La Passion Claudel, Grasset, 2006
- Clara Malraux, Grasset, 2010
- Deux sœurs : Yvonne et Christine Rouart, muses de l'impressionnisme, Grasset, 2012 - Prix spécial Simone-Veil 2012
- Je suis fou de toi : le grand amour de Paul Valéry, Grasset, 2014
- Divine Jacqueline. Une vie de la comtesse de Ribes, Gallimard, 2021
- Les Partisans : Kessel et Druon, une histoire de famille, Gallimard, 2023

### Autres publications
- Discours de réception à l'Académie française, Grasset, 2015 et sur le site de l'Académie[2]
- Colette et les siennes, essai, Grasset, 2017
- Mes vies secrètes, Gallimard, 2018, récit autobiographique

## Récompenses et distinctions
- Prix Interallié en 1992 pour Malika.
- Prix Méditerranée en 1994 pour Gala.
- Prix Renaudot en 1998 pour Le Manuscrit de Port-Ébène.
- Prix Prince-Pierre-de-Monaco en 2010[10].
- Prix Simone Veil en 2012 pour Les Sœurs Rouart.
- Prix Zelda Fitzgerald en 2021 pour Divine Jacqueline.

## Décorations
- Officière de la Légion d'honneur (2017)[11] (chevalière en 2008)
- Officière de l'ordre national du Mérite (2014)[12] (chevalière en 2003)
- Commandeur de l'ordre des Arts et des Lettres (2025)[13]